# Emmauskirche (Mannheim)

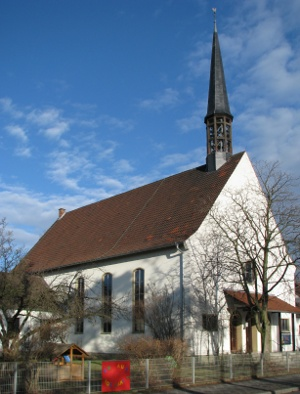
Emmauskirche

Die Emmauskirche ist eine evangelische Kirche im Mannheimer Stadtteil Schönau. Sie wurde zwischen 1952 und 1953 nach den Plänen von Max Schmechel erbaut.

## Geschichte
Die Schönau-Siedlung wurde in den 1930er Jahren planmäßig angelegt, nachdem auf diesem Gebiet nach dem Ersten Weltkrieg eine nicht genehmigte Ansiedlung mit Notbehausungen entstanden war. Kirchlich gehörten die evangelischen Einwohner zur Sandhöfer Gemeinde, die mit dem Bau eines Gemeindehauses 1938 in Schönau ein Pfarrvikariat einrichtete. Nach dem Zweiten Weltkrieg wurde es am 1. April 1951 zur selbständigen Pfarrei erhoben. Im Jahr darauf wurde am 8. Juni der Grundstein für die Kirche gelegt. Die Pläne stammten von dem Mannheimer Architekten Max Schmechel, der auch schon für das benachbarte Gemeindehaus verantwortlich gewesen war. Am 6. September 1953 wurde die Kirche von Landesbischof Julius Bender eingeweiht und nach dem biblischen Ort Emmaus benannt.
Da die Zahl der Gemeindemitglieder auf über 10.000 anwuchs, wurde am 1. Oktober 1959 an der Emmauskirche eine zweite Pfarrei eingerichtet, die für Schönau-Nord und das nördlich gelegene Blumenau zuständig war. Ende der 1960er Jahre wurde für sie im Norden Schönaus die Stephanuskirche erbaut. Im Laufe der Zeit setzte eine gegenläufiger Trend ein und die evangelische Kirche verlor Mitglieder, so dass 2007 die Emmausgemeinde und die Stephanusgemeinde zur Evangelischen Gemeinde Mannheim-Schönau zusammengeschlossen wurden. Zunächst fanden die Gottesdienste noch abwechselnd in den beiden Kirchen statt, bis 2011 die Stephanuskirche entwidmet wurde. Das Kreuz, die Altarbibel, das Taufbecken und die Abendmahlsgeräte wurden in die Emmauskirche gebracht.

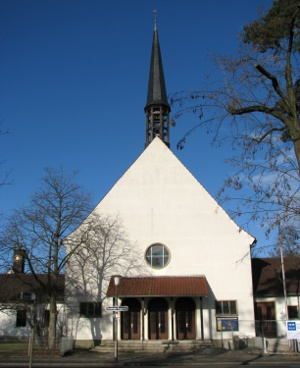
Frontansicht

## Beschreibung
Die Emmauskirche steht im südlichen Zentrum von Schönau. Die einschiffige Hallenkirche ist mit einem Satteldach mit einem hohen Dachreiter bedeckt. Sie ist 25 Meter lang, 12 Meter breit und 31 Meter hoch. Errichtet als eine der ersten evangelischen Kirchenneubauten in Mannheim nach dem Zweiten Weltkrieg, ist sie noch dem traditionellen Architekturstil verhaftet. Nahtlos schließen sich vier weitere Gebäude, darunter Pfarrhaus und Gemeindehaus, im gleichen Stil an und bilden einen homogenen Komplex. Die Orgel wurde 1961 von der Firma Gebrüder Mann aus Marktbreit gebaut. Sie hat 13 Register auf zwei Manualen und Pedal und 874 Pfeifen. Die drei Glocken der Emmauskirche wurden von der Glockengießerei Bachert gegossen.
| Inschrift                | kg  | Jahr |
| ------------------------ | --- | ---- |
|                          | 172 | 1953 |
| Gott zur Ehre            | 103 | 1957 |
| Den Menschen zum Frieden | 85  | 1957 |